# فشار خون روپوش سفید
فشار خون روپوش سفید یا پرفشاری خون روپوش سفید یا سندرم روپوش سفید پدیده‌ای است که بیماران در یک محیط درمانی، فشار خون بالاتری را نسبت به دیگر محیط‌ها از خود نشان می‌دهند. اعتقاد بر این است که این پدیده ناشی از اضطراب است که در طول حضور در کلینیک تجربه می‌شود.
فشار خون روزانه بیمار برای کشف علت اضطراب روزانه مورد مطالعه قرار می‌گیرد و مشکلات زیادی در تشخیص و درمان پرفشاری خون روپوش سفید وجود دارد.
اصطلاح " پرفشاری خون پنهان شده " می‌تواند برای توصیف پدیده متضاد استفاده شود، جایی که فشار خون بیمار در طول زندگی روزانه بالاتر از محدوده طبیعی است و این مقدار در زمان مراجعه به محیط درمانی در سطح پایین‌تری قرار دارد.

## تشخیص
سندروم روپوش سفید می‌تواند در مطالعات به عنوان وجود فشار خون بالا در یک کلینیک تعریف شود، درحالی‌که اگر بیمار در خانه باشد این علائم وجود ندارد.
تشخیص بیماری به دلیل مقایسه با شیوه‌های غیرقابل اعتماد در اندازه‌گیری فشارخون دشوار است. نتایج این روش‌ها اغلب با نحوه عملکرد گیرنده فشارخون مرتبط است و نتایج به عواملی مانند تغییرپذیری در فشار خون فردی، اشتباهات فنی، اضطراب بیمار، تغذیه، صحبت و بسیاری عوامل دیگر بستگی دارد. اکثر اوقات برای اندازه‌گیری فشار خون از یک وسیله غیر تهاجمی به نام فشارسنج خون استفاده می‌شود. «یک نظرسنجی نشان داد که ۹۶ درصد از پزشکان عمومی به طور عادی از اندازه کوچک کاف استفاده می‌کنند». به همین علت، پرفشاری خون روپوش سفید را نمی‌توان با بازدید بالینی استاندارد تشخیص داد. می‌توان با اندازه‌گیری فشار خون در طول ۱۵ تا ۲۰ دقیقه در بخش آرام دفتر یا کلینیک میزان خطا را کاهش داد ولی خطا از بین نمی‌رود.
بیماران مبتلا به پرفشاری خون روپوش سفید علائم ترس از خود نشان نمی‌دهند و فشار خون آن‌ها اغلب با تندتپشی همراه نیست. این موضوع با مطالعات انجام شده تأیید شده‌است که ۱۵ تا ۳۰ درصد از افرادی که فشارخون پایین دارند با مراجعه به کلینیک فشار خون طبیعی برای آن‌ها ثبت می‌شود و به دلیل غیرعادی نبودن فشارخون مشکلی مشاهده نمی‌شود. این افراد دارای یک ویژگی منحصر به فرد مانند سن نیستند که بتوان حساسیت به سندرم روپوش سفید را بر روی آن‌ها بررسی کرد.
نظارت مستمر بر فشارخون و اندازه‌گیری فشار خون بیمار با استفاده از دستگاه فشارسنج خانگی – که به‌طور فزاینده ای در حال گسترش است – کمک مؤثری در تشخیص تفاوت بین سندروم روپوش سفید با فشار خون مزمن می‌باشد. این بدان معنا نیست که این روش‌ها بدون خطا هستند. با وجود ثبت روزانه فشارخون، عواملی مانند فعالیت بدنی، استرس و مدت خواب در میزان فشارخون مؤثر هستند. نظارت مستمر به عنوان یک روش مؤثرتر و واقعی تر در پیدا کردن سندروم روپوش سفید تعیین شده‌است. با این وجود تشخیص و درمان پرفشاری خون روپوش سفید همیشه جای بحث دارد.
مطالعات اخیر نشان داده‌است که کنترل خانگی فشار خون به اندازه نظارت ۲۴ ساعته اورژانسی دقت دارد. محققان دانشگاه تورکو، فنلاند، بر روی ۹۸ بیمار مبتلا به فشار خون بالا تحقیقاتی انجام دادند. آن‌ها هردو گروه را با استفاده از دستگاه فشار خون خانگی و نظارت ۲۴ ساعته اورژانسی بررسی کردند. پژوهشگر دکتر نیرانن گفت که "اندازه‌گیری فشار خون خانگی می‌تواند به طور مؤثر برای هدایت درمان ضد فشار خون استفاده شود. دکتر استرجیو اضافه کرد که ردیابی فشار خون در خانه "راحت تر و ارزان تر از نظارت اورژانسی است".
استفاده از الگوهای تنفسی به عنوان یک تکنیک برای شناسایی سندرم روپوش سفید پیشنهاد شده‌است.
یک مطالعه در ترکیه نشان داد که از ۴۳۸ بیمار متوالی، ۳۸٪ دارای فشار خون خطرناک، ۴۳٪ دارای سندروم روپوش سفید، ۲٪ دارای فشار خون پنهان و ۱۵٪ دارای فشار خون پایدار بودند. حتی بیمارانی که برای کنترل فشارخون خطرناک دارو مصرف می‌کنند نیز ممکن است سندرم روپوش سفید را در کلینیک از خود بروز دهند.

## پیامدهای درمان
به‌طور کلی افراد مبتلا به پرفشاری خون روپوش سفید مرگ و میر کمتری نسبت به بیماران مبتلا به فشارخون پایدار دارند، اما مرگ و میر بالاتری نسبت به افراد مبتلا به فشارخون خطرناک تشخیص داده شده در محیط‌های درمانی دارند. با این حال، تمام آزمایش‌های منتشر شده در مورد عواقب فشار خون بالا و مزایای درمان آن، بر اساس یک بار سنجش تنظیمات بالینی به جای ثبت سطح پایین نتایج کنترل اورژانسی محاسبه شده‌است.
بحث و ایده‌های متناقض در این مورد مطرح است که آیا درمان سندروم روپوش سفید امکان‌پذیر است یا خیر، زیرا هیچ شواهد قطعی وجود ندارد که افزایش موقت فشار خون در مراجعه به مراکز درمانی بر سلامت تأثیر بگذارد.
در واقع بسیاری از مطالعات مقطعی نشان داده‌اند که بیماری‌های آسیب زا برای اندام‌های مورد مطالعه (مانند هیپرتروفی بطن چپ) در بیماران مبتلا به سندروم روپوش سفید، نسبت به بیماران مبتلا به فشار خون پایدار کمتر است.
بسیاری معتقدند که بیماران مبتلا به سندروم روپوش سفید به داروهای فشارخون حتی به مقدار کم نیاز ندارند، زیرا ممکن است فشار خون پایین اتفاق بیفتد اما باید مراقب علائم تغییرات عروقی بیماران و بالا رفتن ناگهانی فشار خون بود.
حتی بیماران مبتلا به پرفشاری خون پایدار که در خانه فشار خون خود را تحت کنترل دارند ممکن است در محیط‌های درمانی اندازه فشار خون بالاتری از حد همیشگی را نشان دهند.